# Rigaud (Francia)
Rigaud (esonimo desueto: Rigaudo) è un comune francese di 215 abitanti, situato nel dipartimento delle Alpi Marittime della regione della Provenza-Alpi-Costa Azzurra. I suoi abitanti si chiamano Rigaudois.

## Geografia fisica
I Rigaud domina dall'alto la valle del Cians, sotto le rovine della sua fortezza medievale, antica Commenda dei Templari.
Il territorio del comune di Rigaud è sul fiume Cians.

## Storia

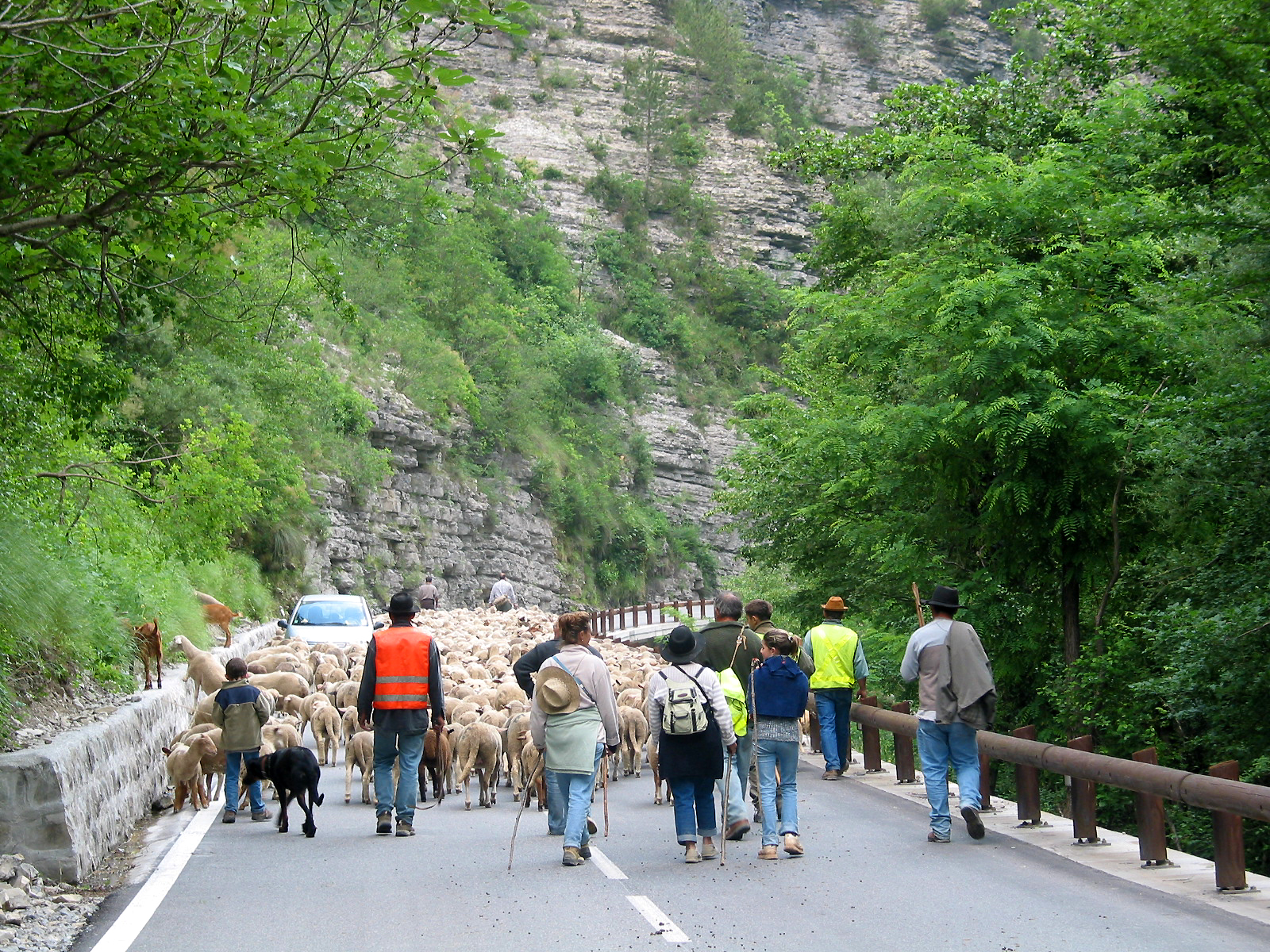
Transumanza alle Gorges du Cians, Rigaud (Francia).

Rigaudum, nome latino medievale del paese, è citato nel XIII secolo ed il feudo apparteneva ai "Riquier d'Èze".
Il nobile Pons de Rigaudo (Ponzo o Ponzio di Rigaudo in italiano), secondo Jean Bonnefoy, fu signore di Rigaud, e sarebbe stato anche giudice della baronia di Boglio, nel 1324, e di Sospello, nel 1330.
Il feudo è in seguito andato ai Grimaldi di Boglio alla fine del XIV secolo.
Onorato Laugier di Les Ferres, signore di Giletta, avendo denunciato al duca di Savoia il complotto dei fratelli Grimaldi, figli d'Onorato Grimaldi, e di loro zio, volendo consegnare il conte di Nizza al re di Francia, nel 1526, costoro si sono vendicati prendendo il castello di Giletta (Gilette).
Laugier des Ferres s'è vendicato inviando i suoi uomini in rappresaglia a Rigaudo, nel 1528.
Dopo l'esecuzione d'Annibale Grimaldi, il feudo è andato ai Caissotti con il titolo nobiliare di conte nel 1622, poi ai Polloti nel 1724.
Il comune di Rigaud fin dal 1388 ha seguito con la contea di Nizza le vicende storiche prima della contea di Savoia e del Ducato di Savoia, e poi dopo il Congresso di Vienna, dal 1815 al 1860, le sorti del Regno di Sardegna-Piemonte, per essere poi annesso alla Francia.
Durante la Seconda Guerra mondiale, la Resistenza ha organizzato un sito di paracadutismo sull'altopiano di Dina.

## Società

### Evoluzione demografica
Abitanti censiti